# Ranilia
Ranilia is een geslacht van kreeftachtigen uit de klasse van de Malacostraca (hogere kreeftachtigen).

## Soorten
- Ranilia angustata Stimpson, 1860
- Ranilia constricta (A. Milne-Edwards, 1880)
- Ranilia fornicata (Faxon, 1893)
- Ranilia guinotae Melo & Campos, 1994
- Ranilia muricata H. Milne Edwards, 1837
- Ranilia ovalis (Henderson, 1888)